# Championnat du monde féminin de handball à onze
Le Championnat du monde féminin de handball à onze était un tournoi de handball à onze qui regroupait les meilleures nations au monde. La compétition est disputée à onze joueuses en extérieur, sur un terrain herbeux semblable à un terrain de football. 
Seules trois éditions furent disputées entre 1949 et 1960, la Roumanie s'adjugeant le titre à deux reprises. À noter également que seule l'Autriche a participé aux trois éditions de la compétition.

## Palmarès
| 1re | 1949 | Hongrie   | Hongrie  | TTR    | Autriche  | Tchécoslovaquie | TTR   | France   |
| 2e  | 1956 | Allemagne | Roumanie | 6 – 5  | Allemagne | Hongrie         | 8 – 6 | Autriche |
| 3e  | 1960 | Pays-Bas  | Roumanie | 10 – 2 | Autriche  | Allemagne       | 3 – 1 | Pays-Bas |

## Tableau d'honneur
| Rang | Nation          | Médaille d'or, monde | Médaille d'argent, monde | Médaille de bronze, monde | Total |
| ---- | --------------- | -------------------- | ------------------------ | ------------------------- | ----- |
| 1    | Roumanie        | 2                    | 0                        | 0                         | 2     |
| 2    | Hongrie         | 1                    | 0                        | 1                         | 2     |
| 3    | Autriche        | 0                    | 2                        | 0                         | 2     |
| 4    | Allemagne       | 0                    | 1                        | 1                         | 2     |
| 5    | Tchécoslovaquie | 0                    | 0                        | 1                         | 1     |

## Bilan
|    | Équipe                    | Pts | J | G | N | P | Bp | Bc | Diff |
| -- | ------------------------- | --- | - | - | - | - | -- | -- | ---- |
| 1  | Roumanie (2 part.)        | 12  | 6 | 6 | 0 | 0 | 36 | 13 | 23   |
| 2  | Hongrie (2 part.)         | 11  | 6 | 5 | 1 | 0 | 35 | 20 | 15   |
| 3  | Allemagne (2 part.)       | 9   | 6 | 4 | 1 | 1 | 30 | 20 | 10   |
| 4  | Autriche (3 part.)        | 6   | 9 | 2 | 2 | 5 | 32 | 45 | -13  |
| 5  | Danemark (1 part.)        | 3   | 3 | 1 | 1 | 1 | 11 | 13 | -2   |
| 6  | Yougoslavie (1 part.)     | 2   | 3 | 1 | 0 | 2 | 16 | 13 | 3    |
| 7  | Pays-Bas (1 part.)        | 2   | 3 | 1 | 0 | 2 | 9  | 11 | -2   |
| 8  | Tchécoslovaquie (1 part.) | 2   | 3 | 1 | 0 | 2 | 7  | 9  | -2   |
| 9  | France (2 part.)          | 1   | 6 | 0 | 1 | 5 | 15 | 38 | -23  |
| 10 | Pologne (1 part.)         | 0   | 3 | 0 | 0 | 3 | 9  | 18 | -9   |